# 普魯士的安娜 (1576-1625)
普魯士的安娜（德語：Anna von Preußen，1576年7月3日—1625年8月30日），布蘭登堡選侯夫人，普魯士公爵阿爾布雷希特·腓特烈的女兒。

## 家庭
1594年，安娜與布蘭登堡選侯約阿希姆·腓特烈的長子約翰·西吉斯蒙德結婚，兩人共有2子3女：
1. 格奧爾格·威廉（1595年—1640年）
2. 安娜·索菲亞（德语：Anna Sophia von Brandenburg）（1598年—1659年）
3. 瑪麗亞·埃萊奧諾拉（1599年—1655年）
4. 卡塔里娜（1604年—1649年）
5. 約阿希姆·西吉斯蒙德（德语：Joachim Sigismund von Brandenburg）（1603年—1625年）